# Scharnebeck
Scharnebeck è un comune di 3.212 abitanti della Bassa Sassonia, in Germania.
Appartiene al circondario (Landkreis) di Luneburgo (targa LG) ed è parte della comunità amministrativa (Samtgemeinde) di Scharnebeck.